# Verselement
Als Verselement, metrisches Element oder einfach Element (lateinisch elementum oder auch locus „Ort“) bezeichnet man in der quantitierenden Metrik der Antike die im (konkreten) Vers durch Silben realisierten Teile eines (abstrakten) metrischen Schemas. Die Beziehung zwischen Element und möglichen Realisierungen wird als Responsion bezeichnet. Beispiel: Das elementum biceps (notiert als ◡◡) „respondiert“ mit Länge (—) und Doppelkürze (◡◡) und wird im konkreten Vers zum Beispiel durch eine Länge „realisiert“. Diese Mehrdeutigkeit metrischer Elemente kann auch als metrische Ambivalenz bezeichnet werden.
Es werden die folgenden Verselemente unterschieden:
| lateinischer Name     | Symbol | Beschreibung |
| --------------------- | ------ | --- |
| elementum breve       | ◡      | wird stets durch eine kurze Silbe realisiert                                                                      |
| elementum longum      | —      | in der Regel eine lange Silbe, kann aber auch in zwei kurze Silben aufgelöst werden (Resolution, Längenspaltung)  |
| elementum biceps      | ◡      | vorzugsweise zwei kurze Silben, kann auch durch eine lange Silbe realisiert werden (Kontraktion, Zusammenziehung) |
| elementum biceps      | ◡      | vorzugsweise eine lange Silbe, kann auch durch zwei kurze Silben realisiert werden                                |
| elementum anceps      | ×      | kann durch eine kurze, eine lange oder zwei kurze Silben realisiert werden                                        |
| elementum indifferens | ◠̣      | eine einzelne Silbe, kurz oder lang                                                                               |

Im Deutschen spricht man auch einfach von Kürze für Elementum breve und von Länge für Elementum longum. Elementum anceps (deutsch auch anzeps) kann als ambivalentes Element, Elementum indifferens als indifferentes Element bezeichnet werden. Zwischen anceps und indifferens wird meist nicht unterschieden und das Symbol × bezeichnet dann eine einzelne, lange oder kurze Silbe.
Beispiel:
Der Unterschied zwischen Silbe und Element kann am Beispiel des daktylischen Hexameters verdeutlicht werden. Dessen metrisches Schema kann folgendermaßen notiert werden:
—◡◡ | —◡◡ | —◡◡ | —◡◡ | —◡◡ | —×
Das Versschema besteht aus sechs Füßen mit 12 Elementen. In der Idealform, in der jeder Daktylus durch eine lange gefolgt von zwei kurzen Silben (—◡◡) realisiert wird, hätte der Vers 17 Silben und die Folge der Quantitäten wäre mit langer Silbe im letzten Fuß:
—◡◡ | —◡◡ | —◡◡ | —◡◡ | —◡◡ | ——
Ein Beispiel dafür findet sich bei Vergil
qu̱adrupeda̱nte putre̱m sonitu̱ quatit u̱ngula ca̱mpu̱m
Etwas kürzer mit 16 Silben:
—◡◡ | —◡◡ | —— | —◡◡ | —◡◡ | ——
Beispiel ebenfalls bei Vergil:
a̱lba ligu̱stra cadu̱nt, va̱ccinia ni̱gra legu̱ntu̱r
13 Silben:
—— | —— | —— | —— | —◡◡ | ——
Beispiel wieder aus der Aeneis:
i̱ba̱nt o̱bscu̱ri̱ so̱la̱ su̱b no̱cte per u̱mbra̱m
Und mit minimalen 12 Silben und der Quantitätenfolge
—— | —— | —— | —— | —— | ——
ein Beispiel von Ennius
i̱ntro̱du̱cu̱ntu̱r le̱ga̱te̱s Mi̱ntu̱rne̱nse̱s
Wie man an obigen Beispielen sieht, ist klar zu unterscheiden 
- zwischen Silbe und Verselement und
- zwischen Versschema, idealer Realisierung und konkreter Realisierung im Vers.

In der Nachbildung antiker Metrik in den modernen Sprachen, insbesondere im Deutschen, ist die Unterscheidung allerdings von geringerer Bedeutung, da hier der Akzent die Rolle der Silbenlänge übernimmt und man sich bei der Nachbildung meist an der Idealform orientierte, das heißt zum Beispiel ein Daktylus wurde in der Regel durch eine betonte gefolgt von zwei unbetonten Silben nachgebildet.